# シティ・エアポート・トレイン

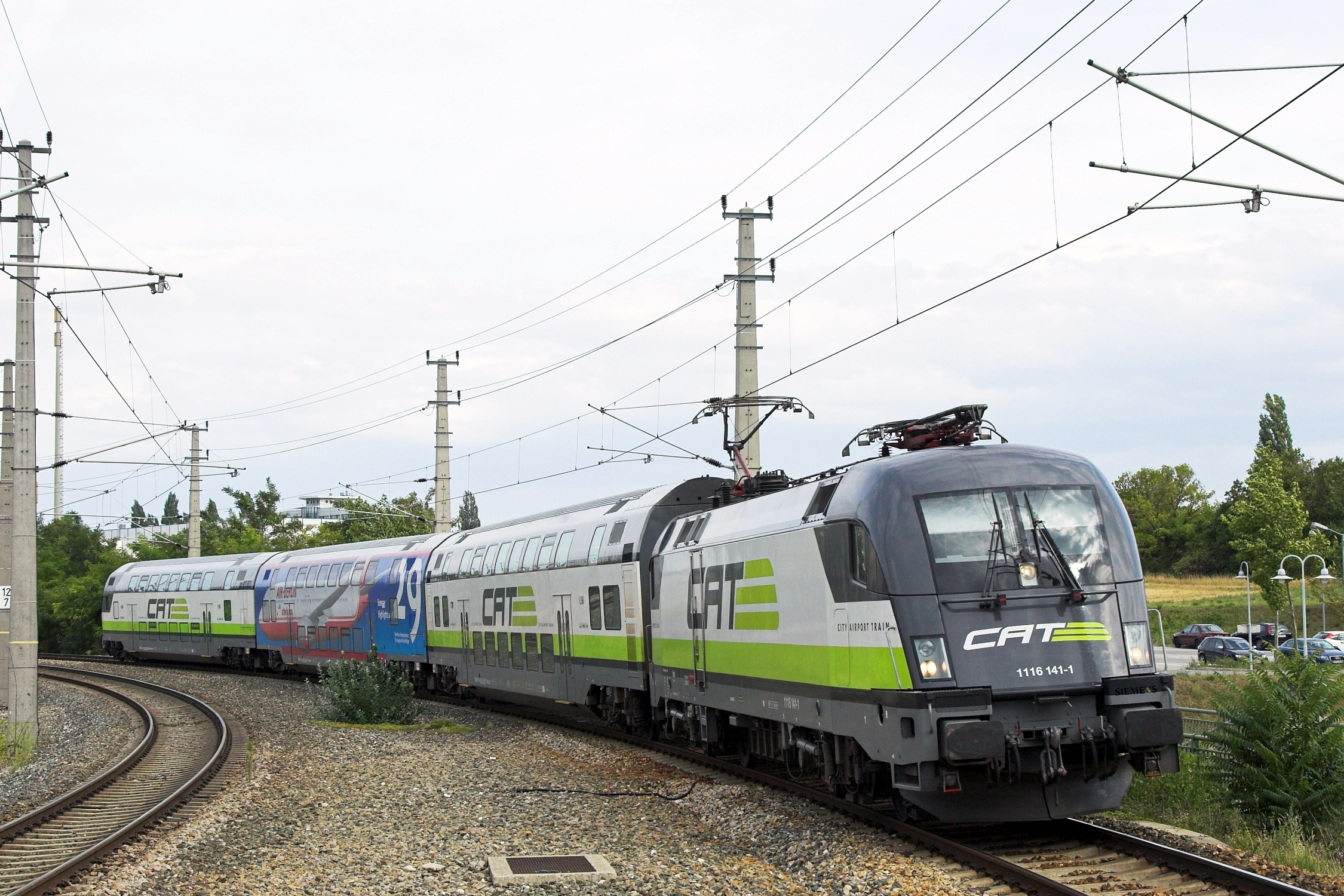
走行するCAT

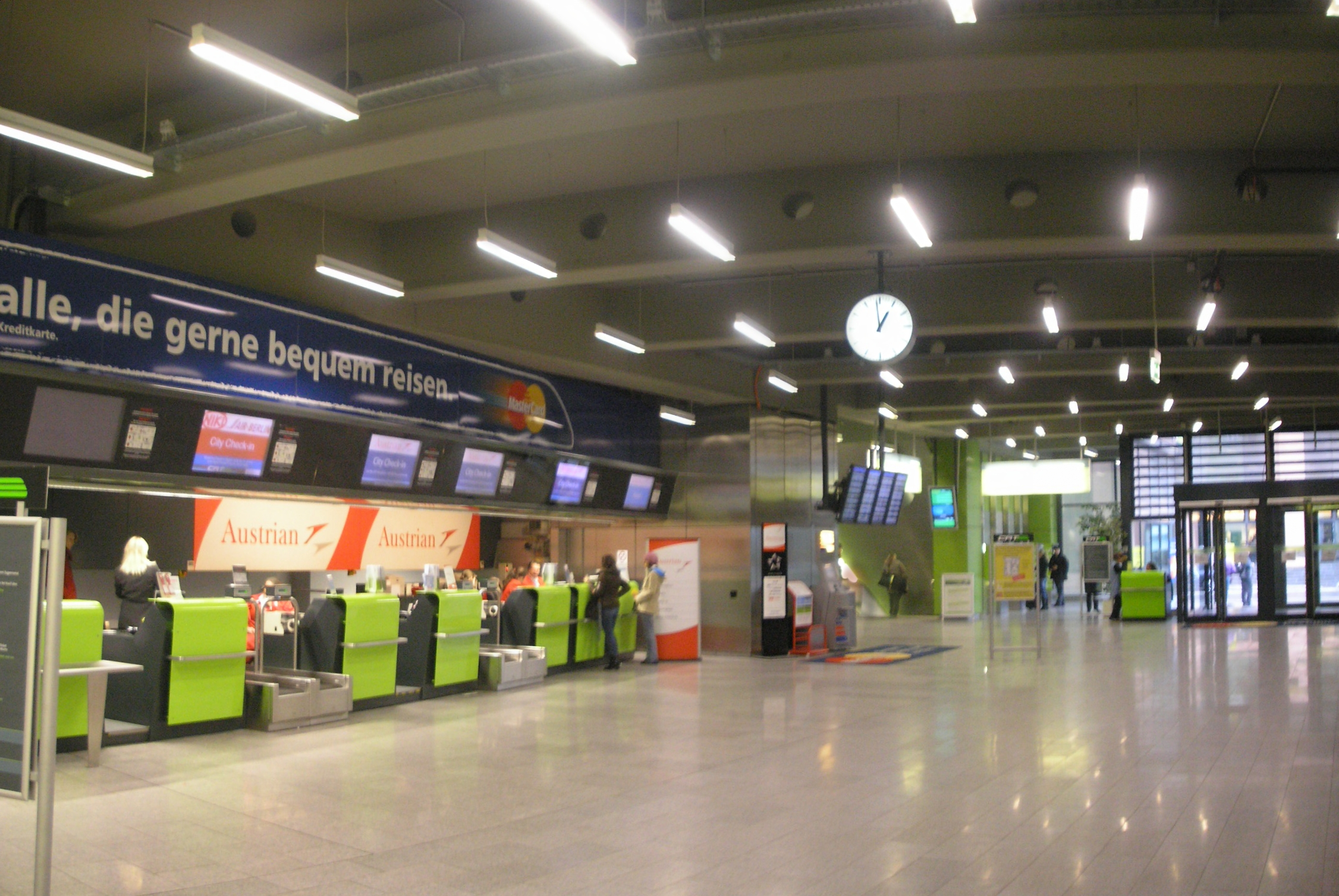
ミッテ駅のチェックイン・カウンター

シティ・エアポート・トレイン（City Airport Train）は、オーストリアの鉄道。ウィーン国際空港とウィーン市内を結ぶ。略称はCAT。
CATは、ウィーン・ミッテ駅と空港駅を直通で結んでいる。所要時間は16分で、2007年時の料金は9ユーロである。（インターネットで購入した場合は1ユーロ割り引かれる。）2階建て車両を使用し、車内では地元紙（本来なら0.5ユーロ）が無料で手に入る。ウィーン・ミッテ駅と空港駅との間はSバーンも運行しており、7駅に停車して25分ほどかかる。ただし、運賃はCATの半額以下である。また、22分ほどで空港からウィーン市内にバスも運行しており、2007年時の料金は6ユーロ。
ウィーン・ミッテ駅のCAT乗り場付近で、オーストリア航空のチェックインが可能。ここで手荷物を預けることができる。